# LHC Roomburg
Leidse Hockeyclub Roomburg is in 1971 ontstaan door een fusie van hockeyverenigingen Zuidwijck en SISEO. LHC Roomburg (roepnaam Roomburg) is een hockeyvereniging in de Nederlandse stad Leiden en is gevestigd op de Van Vollenhovenkade.
Roomburg heeft 1.300 actieve leden en is hiermee de grootste sportvereniging in Leiden en heeft een plek in de Nederlandse Top 20 van grootste hockeyverenigingen. Roomburg heeft 90 teams, waarvan 65 jeugdteams. Roomburg kent ook een grote schare vrijwilligers; het betreft meer dan 100 ouders, fans en vrienden van Roomburg.
De eerste teams van Roomburg spelen beide in het seizoen 2018/2019 in de Eerste Klasse. Roomburg Heren 1 werd tweede in de reguliere competitie, en kon via play-offs de Overgangsklasse bereiken. Dit zou de eerste keer zijn voor de heren van Roomburg. In een onderling duel werd echter verloren van Houten, waardoor ze in het seizoen 2019/2020 wederom in de Eerste Klasse zullen spelen. Roomburg Dames 1 werd 11de en degradeert naar de Tweede Klasse.